# Eosuchus
Eosuchus is een geslacht van uitgestorven gaviaalachtige krokodillen. Hij is verwant aan de gaviaal, maar leefde veel eerder. Een verwant van de Eosuchus was de Thoracosaurus uit het laat-Krijt. Eosuchus leefde van het laat-Paleoceen tot in het vroeg-Eoceen, de tijd dat zoogdieren begonnen te floreren. Hij leefde in het gebied van het huidige Frankrijk en het oosten van Noord-Amerika. Hij leefde samen met de op hem lijkende Champsosaurus dolloi. Het was een viseter en zag er ongeveer hetzelfde uit als de moderne leden van de Gavialidae. Er is ook een archosauromorf die Eosuchus werd genoemd. Deze naam is nu veranderd in Noteosuchus.